# Stemma della Romania

Stemma della Romania (versione minore)

Lo stemma della Romania (Stema României), è basato sulla versione minore dello stemma del Regno di Romania (utilizzato tra il 1922 e il 1947). Come elemento centrale mostra un'aquila che tiene una croce nel becco, nonché uno scettro ed una spada tra gli artigli,racchiusi da uno scudo a sua volta sormontato da una corona reale. È inoltre composto dai tre colori rosso, giallo e blu, che rappresentano quelli della bandiera nazionale.

## Storia
L'idea dietro al modello dello stemma della Romania risale al 1859, quando due paesi di lingua rumena, la Valacchia e la Moldavia, si unirono sotto Alexandru Ioan Cuza. In quell'occasione i due simboli araldici, l'aquila dorata e l'uro, furono ufficialmente giustapposti.
Fino al 1866 vi furono molte varianti dello stemma, riguardo al colore dello sfondo e al numero di volte in cui erano rappresentati i due principali elementi. Appunto in quell'anno, dopo che Carlo I fu eletto principe di Romania, lo scudo fu diviso in quarti: nel primo e nel quarto fu dipinta un'aquila dorata, e nel secondo e nel terzo l'uro; sopra allo scudo fu collocato lo stemma della famiglia regnante degli Hohenzollern-Sigmaringen. Dopo la guerra d'indipendenza, lo stemma incluse il simbolo della Dobrugia, due delfini, nel quarto quarto, e quello dell'Oltenia, un leone dorato, nel terzo; sullo scudo fu poi collocata la corona d'acciaio rumena, come simbolo di sovranità ed indipendenza, dopo la guerra d'indipendenza rumena.

Lo stemma intermedio del Regno di Romania

Lo stemma piccolo del regno, utilizzato nella bandiera

Lo stemma rimase immutato fino al 1922, dopo la prima guerra mondiale, quando la Transilvania fu unita al Regno di Romania. Lo stemma della Transilvania fu allora collocato nel quarto quarto, con il Turul sostituito da un'aquila nera, il terzo quarto raffigurò gli stemmi congiunti del Banato e dell'Oltenia (rispettivamente il ponte di Apollodoro di Damasco ed un leone dorato), mentre lo stemma della Dobrugia fu posto in un'inserzione. Lo scudo fu collocato sul petto di un'aquila con la croce e la corona dorata, come simbolo della Latinità dei Rumeni. L'aquila a sua volta fu posta su uno scudo azzurro, sormontato dalla corona d'acciaio. Lo stemma aveva tre versioni: minore, intermedia (con sostegni e motto) e maggiore (lo stemma intermedio su un mantello rosso foderato di armellino).

Stemma comunista (Repubblica socialista di Romania)

Dopo il 1948, le autorità comuniste cambiarono sia la bandiera che lo stemma. Quest'ultimo era piuttosto un emblema, fedele al modello comunista: un paesaggio (raffigurante un sole nascente, un trattore e una sonda petrolifera) circondato da covoni di grano legati insieme da una stoffa con i colori della bandiera nazionale. Fino al 1989 vi furono quattro varianti, la prima venendo cambiata poco dopo il 1948 (l'anno della proclamazione della repubblica), poi di nuovo nel 1956 (fu aggiunta una stella rossa) e infine nel 1966, quando la Romania cessò di essere una Repubblica popolare e divenne una Repubblica socialista.
Immediatamente dopo la Rivoluzione del 1989, sorse l'idea di dare alla Romania uno stemma nuovo, rappresentativo. Infatti, il simbolo stesso della Rivoluzione era la bandiera con un buco al centro da cui era stato tagliato lo stemma comunista.
La commissione araldica istituita per progettare un nuovo stemma per la Romania lavorò intensamente, sottoponendo al Parlamento due disegni finali che furono poi combinati tra loro. Quel che emerse è il precedente disegno, adottato dalle due Camere del Parlamento rumeno nella loro seduta congiunta del 10 settembre 1992 e in vigore fino al 2016.
Nel 2016 il parlamento rumeno ha reintrodotto, attraverso una legge, la corona monarchica del Regno di Romania, tolta dai comunisti dopo la Seconda guerra mondiale, e quello che ne emerge è l'attuale disegno.

## Descrizione

Il sigillo della Romania

Lo scudo che sovrasta l'aquila è diviso in cinque campi, uno per ciascuna provincia storica della Romania con il suo simbolo tradizionale:
- un'aquila dorata (Valacchia);
- un uro (Moldavia);
- delfini (Dobrugia);
- un turul, sette castelli, un sole e una luna (Transilvania);
- un leone e un ponte (Oltenia e Banato).

Lo stemma della Romania ha come elemento centrale l'aquila dorata che stringe una croce. Tradizionalmente, quest'aquila appare negli stemmi del distretto di Argeș, della città di Pitești e della città di Curtea de Argeș. Rappresenta il “nido dei Basarabi”, il nucleo intorno al quale fu organizzata la Valacchia.
L'aquila, essendo il simbolo della Latinità ed un uccello araldico del primo ordine, simboleggia il coraggio, la determinazione, l'ascensione verso grandi altezze, il potere, la magnificenza. Si può trovare anche nello stemma della Transilvania.
Lo scudo su cui è collocata è azzurro, simboleggiante il cielo. L'aquila stringe fra i suoi artigli le insegne della sovranità: una mazza ed una spada, quest'ultima che ricorda il governante della Moldavia, Stefano il Grande, mentre la mazza ricorda Michele il Coraggioso, il primo unificatore dei paesi rumeni. Sul petto dell'uccello vi è uno scudo inquartato con i simboli delle province storiche rumene (Valacchia, Moldavia, Transilvania, Banato ed Oltenia) nonché i due delfini che richiamano la costa rumena del Mar Nero.
Nel primo quarto, lo stemma della Valacchia, è mostrata su uno sfondo azzurro un'aquila color oro che stringe nel becco una croce dorata ortodossa, accompagnata da un sole dorato a destra e da una luna nuova dorata a sinistra.
Nel secondo quarto, è mostrato lo stemma tradizionale della Moldavia, di colore rosso: una testa di uro di colore nero con una stella a cinque punte color oro tra le corna, una rosa pentaloba a destra e una luna crescente a sinistra, entrambe color argento.
Il terzo quarto evidenzia lo stemma tradizionale del Banato e dell'Oltenia, di colore rosso: sulle onde, si vede un ponte dorato con due aperture ad arco (simboleggiante il ponte sul Danubio dell'imperatore romano Traiano), da cui viene un leone che stringe uno spadone nella zampa anteriore destra.
Il quarto quarto mostra lo stemma della Transilvania con Maramureș e Crișana: uno scudo diviso da una stretta fascia, di colore rosso; sul capo, su sfondo azzurro, c'è un'aquila nera con il becco dorato che esce dalla fascia, accompagnato da un sole dorato a destra e da una luna crescente d'argento a sinistra; sulla base, su sfondo oro, ci sono sette torri merlate, poste su una fila di quattro e un'altra di tre.
Sono inoltre rappresentate le terre adiacenti al Mar Nero, su sfondo azzurro: due delfini affrontati, con la testa verso il basso.